# سوئدبورگ (میزوری)
سوئدبورگ (به انگلیسی: Swedeborg) یک منطقهٔ مسکونی در ایالات متحده آمریکا است که در میزوری واقع شده‌است.